# Espaçoporto Kulasekarapattinam

Representação da manobra Dogleg, que é ineficiente para foguetes menores como o SSLV. Este problema será resolvido com o lançamento de foguetes a partir do novo espaçoporto, contornando totalmente a massa terrestre do Sri Lanka.

O Espaçoporto Kulasekarapattinam é o segundo espaçoporto da Organização Indiana de Pesquisa Espacial (ISRO), localizado em Kulasekarapattinam, uma vila costeira no distrito de Thoothukudi, em Tamil Nadu, na Índia. A instalação está sendo construída em 2 350 acres. Em setembro de 2023, mais de 90% dos terrenos foram adquiridos e a inauguração foi realizada em 28 de fevereiro de 2024.

## Localização
A Organização Indiana de Pesquisa Espacial (ISRO) opera o Centro Espacial Satish Dhawan em Sriharikota como seu principal local de lançamento desde 1971. Sua localização na Baía de Bengala oferece um bom corredor de azimute de lançamento e garante a segurança por meio de foguetes lançados sobre o oceano. No entanto, o corredor de lançamento é ineficiente para foguetes menores que transportam cargas úteis para uma órbita polar (circulando a Terra acima dos pólos), uma vez que a nação insular do Sri Lanka está diretamente ao sul de Sriharikota. Para evitar o risco de sobrevoar outro país, as cargas úteis para as órbitas polares são lançadas em direção ao Leste e seguem um caminho curvo para o Sul para evitar a massa terrestre do Sri Lanka. Esta manobra é conhecida como manobra Dogleg.
Ele utiliza combustível significativo para foguetes menores. Foguetes pequenos, como o Small Satellite Launch Vehicle "Veículo Lançador de Pequenos Satélites" (SSLV), são projetados especificamente para lançar com eficiência cargas úteis menores. O consumo adicional de combustível para a trajetória curva compromete o custo do foguete e a eficiência da carga útil. Para evitar este problema, a ISRO está desenvolvendo o espaçoporto Kulasekharapatnam para lançar cargas úteis em órbitas polares. Dada a sua localização, os lançamentos de Kulasekharapatnam podem ser lançados diretamente para o sul, sobre o Oceano Índico, sem cruzar qualquer massa de terra por milhares de quilômetros.

## História
Em 2011, foi expressa a exigência de uma nova instalação de lançamento no Centro Espacial Satish Dhawan para atender às demandas futuras e como redundância às instalações existentes. Depois disso, em 2013, Kulasekarapattinam foi proposto como um local potencial para esta instalação de lançamento por parlamentares do estado de Tamil Nadu, citando vantagens devido à localização, clima e proximidade de instalações ISRO como Liquid Propulsion Systems Centre "Centro de sistemas de propulsão" (LPSC).
No entanto, devido a atrasos programáticos, o projecto da Terceira Plataforma de Lançamento foi despriorizado uma vez que os requisitos para estabelecer uma nova instalação de lançamento não estavam a ser cumpridos e as instalações existentes foram aumentadas. 
Depois que a ISRO começou a buscar o projeto de Veículo Lançador de Pequenos Satélites (SSLV) em 2017, a antiga proposta do local de lançamento de Kulasekarapattinam tornou-se relevante mais uma vez. Depois de considerar outro local na costa oeste, perto do estado de Gujarat, Kulasekarpattinam foi selecionado como o local para estabelecer o Complexo de Lançamento SSLV. A pesquisa do local começou em maio de 2019 e cerca de 2 500 acres de terra foram identificados para aquisição. O processo de aquisição de terreno para a instalação de lançamento começou em novembro de 2019.
Em 28 de fevereiro de 2024, foi lançada a pedra fundamental para a construção da nova instalação, com uma área de 2 233 acres nas aldeias de Padukkapathu, Pallakurichi e Mathavankurichi nos concelhos de Kulasekarapattinam e Sathankulam do distrito de Tuticorin. O governo do estado de Tamil Nadu concluiu a aquisição de terreno para o projeto que será construído a um custo estimado de Rs 950 milhões e com o objetivo de estar pronto até 2026.
Para marcar a ocasião, a ISRO lançou um foguete de sondagem RH-200 Rohini do complexo de lançamento às 13h40 (IST) do dia 28 de fevereiro de 2024. Este foi o primeiro lançamento de foguete do espaçoporto. O VSSC forneceu o foguete e a carga meteorológica, enquanto o SDSC instalou instalações de lançamento, incluindo radares, lançadores e sistemas eletrônicos.

## Instalações
Este espaçoporto fornecerá plataformas de lançamento e instalações de apoio para missões ISRO que transportam cargas úteis para órbitas polares.